# Сонцевик кропив'яний
Сонцевик кропив'яний (Aglais urticae) — метелик з родини сонцевики (Nymphalidae), зустрічається в Європі, зокрема в Україні.

## Опис
Розмах крил — від 40 до 53 мм.Зовнішній край крил зубчастий, кожне крило з одним різким виступом. Тло крил цегляно-червоне, із рядом великих чорних плям, які біля переднього краю розділені жовтими проміжками. Біля верхівки переднього крила є біла пляма. По зовнішньому краю крил ряд блакитних напівмісячних плям. Нижня поверхня крил коричнево-бура, впоперек переднього крила йде широка жовтувата смуга. Статевий диморфізм невиразний.

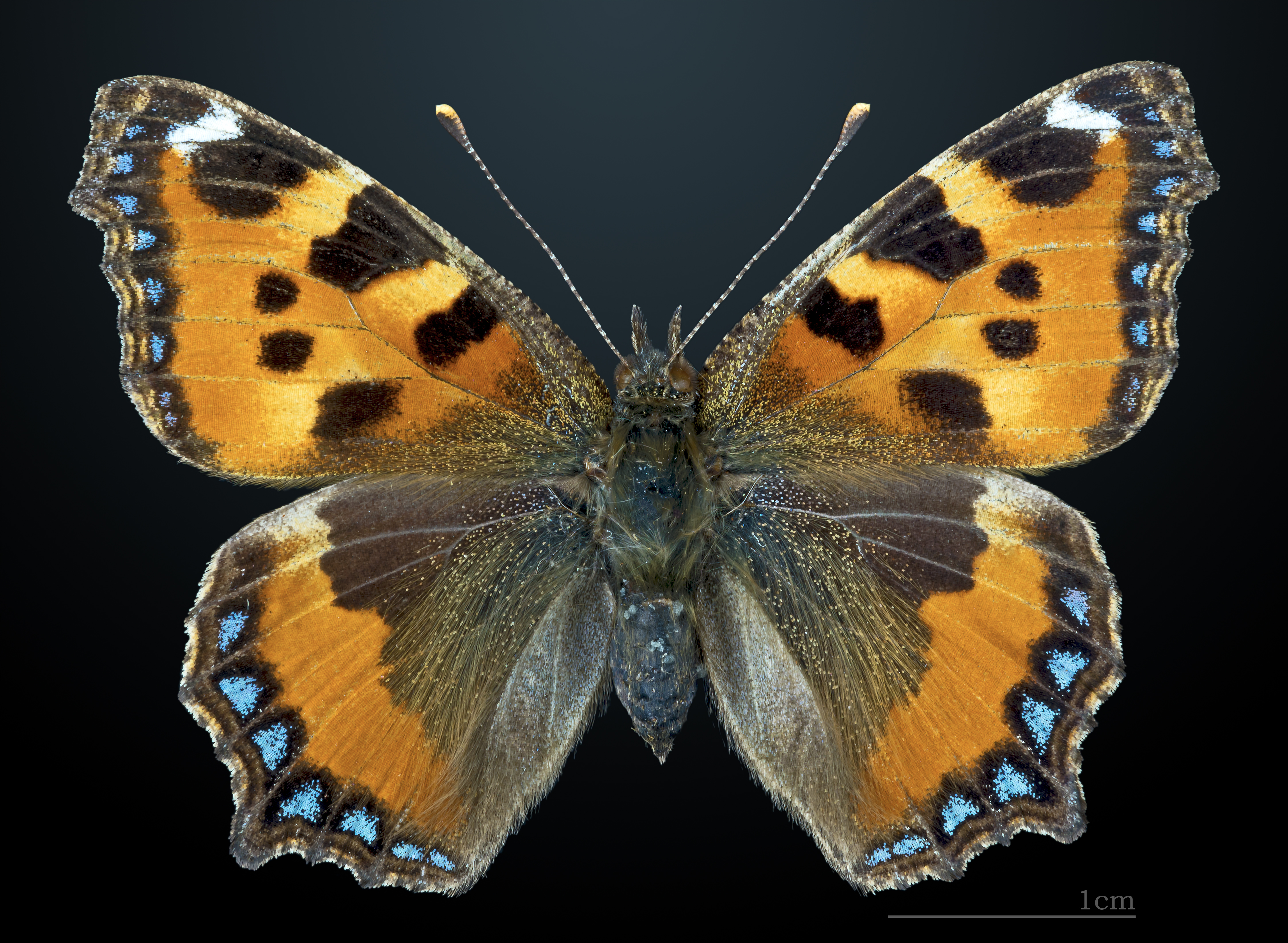
Aglais urticae
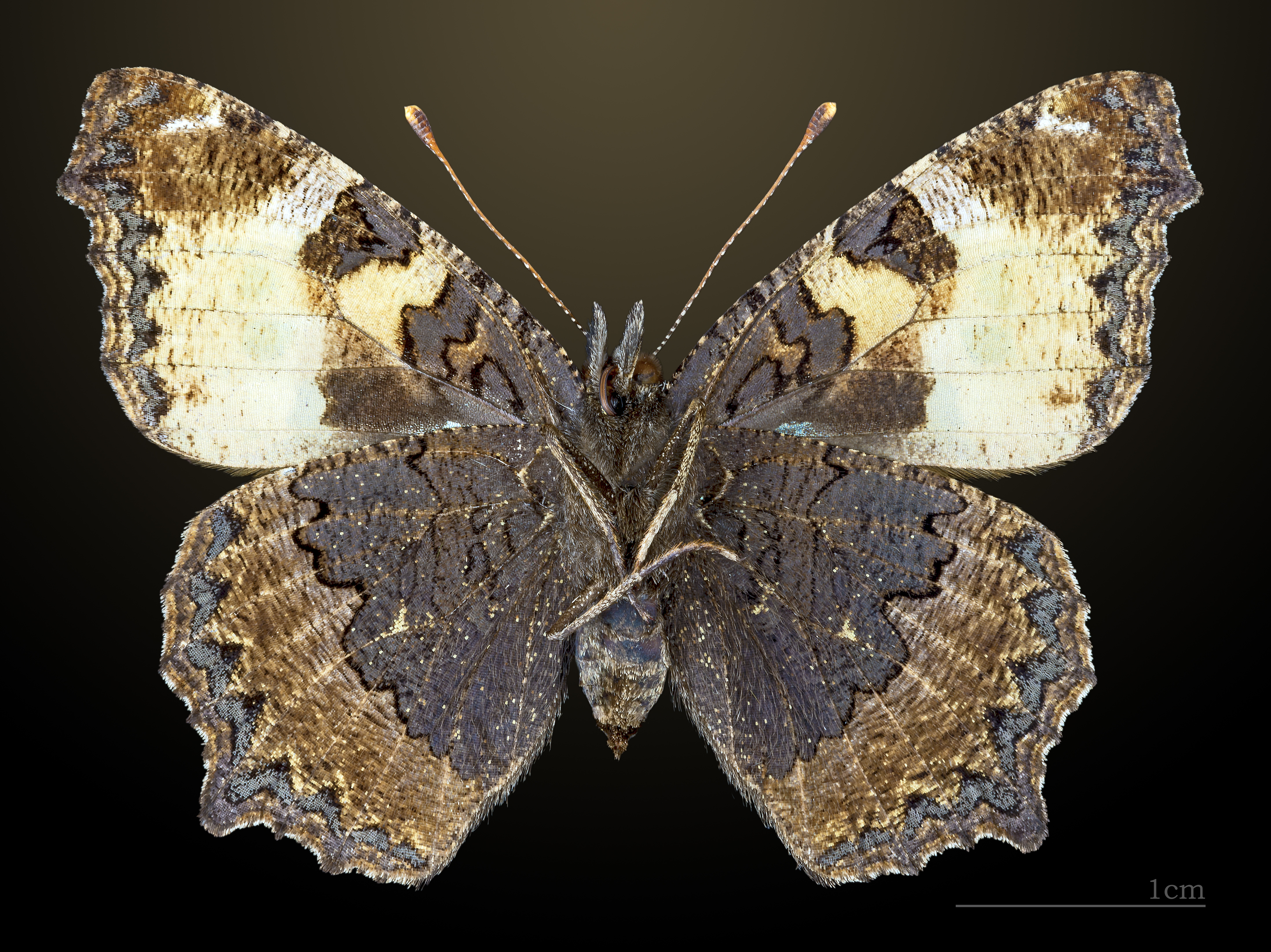
△ Aglais urticae

Схоже забарвлення з українських метеликів мають сонцевик рябий і сонцевик чорно-рудий, а також рідкісний сонцевик фау-біле. Від цих видів сонцевик кропив'яний відрізняється меншими розмірами.

## Спосіб життя
Зимують на стадії імаго у різноманітних схованках (в дуплах та під корою дерев, в щілинах, часто в будинках), причому лише самиці, самці ж гинуть восени. Навесні самиці відкладають яйця (близько 200).

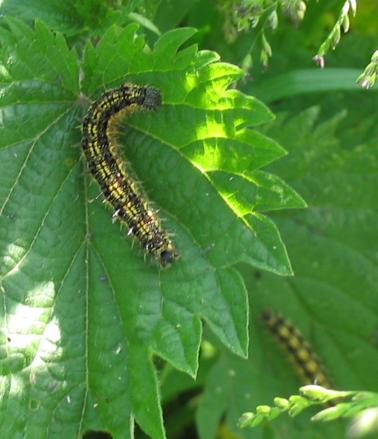
Гусениця сонцевика кропив'яного (Aglais urticae)

Гусениці живляться кропивою — звідси й назва метелика, зрідка хмелем. Живуть у своєрідному гнізді, яке роблять, скріплюючи павутиною декілька листків. Перед залялькуванням розповзаються.
Імаго вилітають у червні. На півночі України дають одну генерацію на рік, на півдні — дві або три з березня по листопад. 

## Поширення
Вид поширений у Європі та помірних широтах Азії. На всій території свого ареалу вид має велику чисельність. Зустрічаються в різноманітних біотопах, нерідко в окультурених ландшафтах.